# Lijst van dodelijke ongevallen in de Formule 1

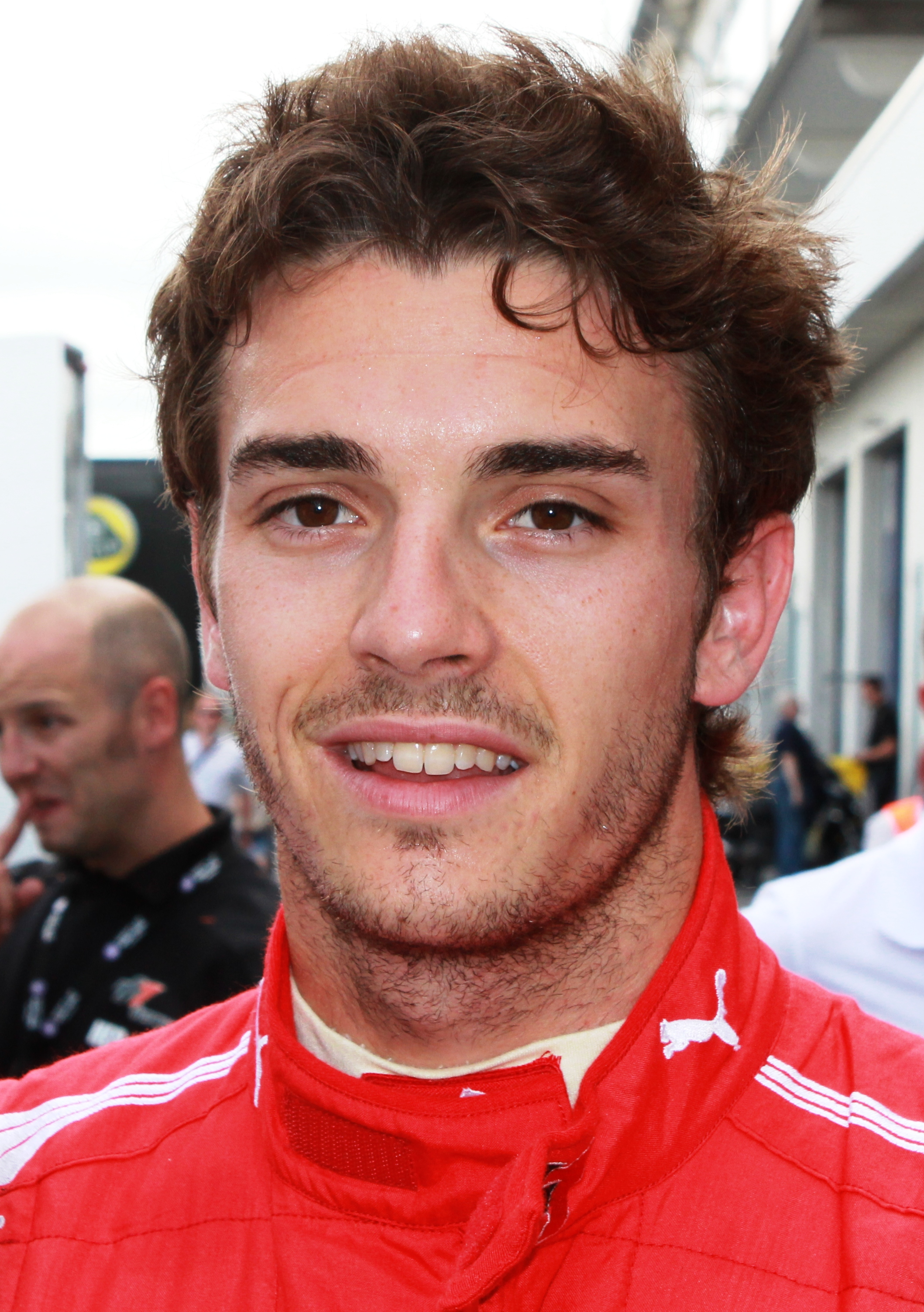
Jules Bianchi is de laatste Formule 1-coureur die overleed aan de gevolgen van een ongeluk.

Dit is een lijst van dodelijke ongevallen in de Formule 1 met daarin alle coureurs die overleden tijdens of na een ongeval in een Formule 1-auto. Dit zijn zowel ongevallen die tijdens een raceweekend hebben plaatsgevonden als ongevallen tijdens trainingen of andere evenementen. Gestorven marshals en andere overleden Formule 1-medewerkers zijn niet in deze lijst meegenomen. Tot 2021 zijn er 50 coureurs in een dergelijk ongeluk gestorven, 28 tijdens een Formule 1 wereldkampioenschap-weekend, 7 tijdens het Indianapolis 500-wereldkampioenschap-evenement, 9 tijdens testsessies en 6 tijdens evenementen die niet aan een wereldkampioenschap gerelateerd zijn.
Vijftien coureurs stierven in de jaren vijftig, veertien in de jaren zestig, dertien in de jaren zeventig, vier in de jaren tachtig, twee in de jaren negentig en twee in de jaren tien van de 21ste eeuw. Het grootste deel van de overleden coureurs is afkomstig uit het Verenigd Koninkrijk, twaalf coureurs uit dat land vonden de dood in een Formule 1-auto. Het circuit waar de meeste ongevallen plaatsvonden was de Indianapolis Motor Speedway waar tijdens de Indianapolis 500, die in de jaren 50 nog onderdeel uitmaakte van het wereldkampioenschap, zeven slachtoffers vielen. Slechts één coureur werd postuum wereldkampioen, Jochen Rindt in 1970, hij overleed tijdens een kwalificatie. Eén ex-wereldkampioen is tijdens een race overleden: Ayrton Senna in 1994.

## Ongelukken
| Coureur                 | Datum van ongeval | Race                                              | Circuit                             | Constructeur | Tijdens       |
| ----------------------- | ----------------- | ------------------------------------------------- | ----------------------------------- | ------------ | ------------- |
| Cameron Earl            | 18 juni 1952      | Test                                              | MIRA Test Circuit                   | ERA          | Test          |
| Chet Miller             | 15 mei 1953       | Indianapolis 500 1953                             | Indianapolis Motor Speedway         | Kurtis Kraft | Training      |
| Charles de Tornaco      | 18 september 1953 | Modena Grand Prix 1953                            | Autodromo Modena                    | Ferrari      | Kwalificatie  |
| Onofre Marimón          | 31 juli 1954      | Grand Prix Formule 1 van Duitsland 1954           | Nürburgring                         | Maserati     | Kwalificatie  |
| Mario Alborghetti       | 11 april 1955     | Pau Grand Prix 1955                               | Circuit de Pau                      | Maserati     | Kwalificatie  |
| Manny Ayulo             | 16 mei 1955       | Indianapolis 500 1955                             | Indianapolis Motor Speedway         | Kuzma        | Training      |
| Bill Vukovich           | 30 mei 1955       | Indianapolis 500 1955                             | Indianapolis Motor Speedway         | Kurtis Kraft | Race          |
| Eugenio Castellotti     | 14 maart 1957     | Test                                              | Autodromo Modena                    | Ferrari      | Test          |
| Keith Andrews           | 15 mei 1957       | Indianapolis 500 1957                             | Indianapolis Motor Speedway         | Kurtis Kraft | Training      |
| Pat O'Connor            | 30 mei 1958       | Indianapolis 500 1958                             | Indianapolis Motor Speedway         | Kurtis Kraft | Race          |
| Luigi Musso             | 6 juli 1958       | Grand Prix Formule 1 van Frankrijk 1958           | Reims-Gueux                         | Ferrari      | Race          |
| Peter Collins           | 3 augustus 1958   | Grand Prix Formule 1 van Duitsland 1958           | Nürburgring                         | Ferrari      | Race          |
| Stuart Lewis-Evans      | 19 september 1958 | Grand Prix Formule 1 van Marokko 1958             | Ain-Diab Circuit                    | Vanwall      | Race          |
| Jerry Unser             | 17 mei 1959       | Indianapolis 500 1959                             | Indianapolis Motor Speedway         | Kurtis Kraft | Test-Training |
| Bob Cortner             | 19 mei 1959       | Indianapolis 500 1959                             | Indianapolis Motor Speedway         | Cornis       | Test-Training |
| Harry Schell            | 13 mei 1960       | BRDC International Trophy 1960                    | Silverstone                         | Cooper       | Kwalificatie  |
| Chris Bristow           | 19 juni 1960      | Grand Prix Formule 1 van België 1960              | Spa-Francorchamps                   | Cooper       | Race          |
| Alan Stacey             | 19 juni 1960      | Grand Prix Formule 1 van België 1960              | Spa-Francorchamps                   | Lotus        | Race          |
| Shane Summers           | 1 juni 1961       | Silver City Trophy 1961                           | Brands Hatch                        | Cooper       | Training      |
| Giulio Cabianca         | 15 juni 1961      | Test                                              | Autodromo Modena                    | Cooper       | Test          |
| Wolfgang von Trips      | 10 september 1961 | Grand Prix Formule 1 van Italië 1961              | Autodromo Nazionale Monza           | Ferrari      | Race          |
| Ricardo Rodríguez       | 1 november 1962   | Grand Prix van Mexico 1962                        | Autódromo Hermanos Rodríguez        | Lotus        | Training      |
| Gary Hocking            | 21 december 1962  | Grand Prix van Natal 1962                         | Westmead Circuit                    | Lotus        | Training      |
| Carel Godin de Beaufort | 2 augustus 1964   | Grand Prix Formule 1 van Duitsland 1964           | Nürburgring                         | Porsche      | Training      |
| John Taylor             | 7 augustus 1966   | Grand Prix Formule 1 van Duitsland 1966           | Nürburgring                         | Brabham      | Race          |
| Lorenzo Bandini         | 7 mei 1967        | Grand Prix Formule 1 van Monaco 1967              | Circuit van Monaco                  | Ferrari      | Race          |
| Bob Anderson            | 14 augustus 1967  | Test                                              | Silverstone                         | Brabham      | Test          |
| Jo Schlesser            | 7 juli 1968       | Grand Prix Formule 1 van Frankrijk 1968           | Rouen-Les-Essarts                   | Honda        | Race          |
| Gerhard Mitter          | 2 augustus 1969   | Grand Prix Formule 1 van Duitsland 1969           | Nürburgring                         | BMW          | Training      |
| Martin Brain            | 25 mei 1970       | Nottingham Sports Car Club meeting                | Silverstone                         | Cooper       | Race          |
| Piers Courage           | 7 juni 1970       | Grand Prix Formule 1 van Nederland 1970           | Circuit Zandvoort                   | De Tomaso    | Race          |
| Jochen Rindt            | 5 september 1970  | Grand Prix Formule 1 van Italië 1970              | Autodromo Nazionale Monza           | Lotus        | Kwalificatie  |
| Jo Siffert              | 24 oktober 1971   | World Championship Victory Race 1971              | Brands Hatch                        | BRM          | Race          |
| Roger Williamson        | 29 juli 1973      | Grand Prix Formule 1 van Nederland 1973           | Circuit Zandvoort                   | March        | Race          |
| François Cevert         | 6 oktober 1973    | Grand Prix Formule 1 van de Verenigde Staten 1973 | Watkins Glen Grand Prix Race Course | Tyrrell      | Kwalificatie  |
| Peter Revson            | 30 maart 1974     | Grand Prix Formule 1 van Zuid-Afrika 1974         | Kyalami                             | Shadow       | Test-Training |
| Helmuth Koinigg         | 6 oktober 1974    | Grand Prix Formule 1 van de Verenigde Staten 1974 | Watkins Glen Grand Prix Race Course | Surtees      | Race          |
| Mark Donohue            | 19 augustus 1975  | Grand Prix Formule 1 van Oostenrijk 1975          | Österreichring                      | Penske       | Training      |
| Tom Pryce               | 5 maart 1977      | Grand Prix Formule 1 van Zuid-Afrika 1977         | Kyalami                             | Shadow       | Race          |
| Brian McGuire           | 29 augustus 1977  | Shellsport Championship 1977                      | Brands Hatch                        | Williams     | Training      |
| Ronnie Peterson         | 11 september 1978 | Grand Prix Formule 1 van Italië 1978              | Autodromo Nazionale Monza           | Lotus        | Race          |
| Patrick Depailler       | 1 augustus 1980   | Test                                              | Hockenheimring                      | Alfa Romeo   | Test          |
| Gilles Villeneuve       | 8 mei 1982        | Grand Prix Formule 1 van België 1982              | Circuit Zolder                      | Ferrari      | Kwalificatie  |
| Riccardo Paletti        | 13 juni 1982      | Grand Prix Formule 1 van Canada 1982              | Circuit Gilles Villeneuve           | Osella       | Race          |
| Elio De Angelis         | 15 mei 1986       | Test                                              | Circuit Paul Ricard                 | Brabham      | Test          |
| Roland Ratzenberger     | 30 april 1994     | Grand Prix Formule 1 van San Marino 1994          | Autodromo Enzo e Dino Ferrari       | Simtek       | Kwalificatie  |
| Ayrton Senna            | 1 mei 1994        | Grand Prix Formule 1 van San Marino 1994          | Autodromo Enzo e Dino Ferrari       | Williams     | Race          |
| María de Villota        | 3 juli 2012       | Test                                              | Duxford Airfield                    | Marussia     | Test          |
| Jules Bianchi           | 5 oktober 2014    | Grand Prix Formule 1 van Japan 2014               | Suzuka                              | Marussia     | Race          |

## Per circuit
| Circuit                       | Fatale ongelukken | Fatale ongelukken | Fatale ongelukken |
| Circuit                       | Totaal            | Eerste            | Laatste           |
| ----------------------------- | ----------------- | ----------------- | ----------------- |
| Indianapolis Motor Speedway   | 7                 | 1953              | 1959              |
| Nürburgring                   | 5                 | 1954              | 1969              |
| Autodromo Modena              | 3                 | 1953              | 1961              |
| Autodromo Nazionale Monza     | 3                 | 1961              | 1978              |
| Silverstone Circuit           | 3                 | 1960              | 1967              |
| Brands Hatch                  | 3                 | 1961              | 1977              |
| Circuit de Spa-Francorchamps  | 2                 | 1960              | 1960              |
| Circuit Zandvoort             | 2                 | 1970              | 1973              |
| Watkins Glen International    | 2                 | 1973              | 1974              |
| Kyalami                       | 2                 | 1974              | 1977              |
| Autodromo Enzo e Dino Ferrari | 2                 | 1994              | 1994              |
| MIRA                          | 1                 | 1952              | 1952              |
| Reims-Gueux                   | 1                 | 1958              | 1958              |
| Ain-Diab Circuit              | 1                 | 1958              | 1958              |
| Charade Circuit               | 1                 | 1959              | 1959              |
| Westmead Circuit              | 1                 | 1962              | 1962              |
| Autódromo Hermanos Rodríguez  | 1                 | 1962              | 1962              |
| Circuit de Monaco             | 1                 | 1967              | 1967              |
| Rouen-Les-Essarts             | 1                 | 1968              | 1968              |
| Österreichring                | 1                 | 1975              | 1975              |
| Hockenheimring                | 1                 | 1980              | 1980              |
| Zolder                        | 1                 | 1982              | 1982              |
| Circuit Gilles Villeneuve     | 1                 | 1982              | 1982              |
| Circuit Paul Ricard           | 1                 | 1986              | 1986              |
| Suzuka                        | 1                 | 2014              | 2014              |